# Ostkaukasischer Steinbock
Der Ostkaukasische Steinbock (Capra cylindricornis) wird auch Dagestan-Tur genannt und bewohnt die östlichen Teile des Kaukasus. Wie die anderen Steinböcke gehört er zur Gattung der Ziegen. Traditionell werden Ostkaukasischer Steinbock und Westkaukasischer Steinbock als eigenständige Arten aufgefasst. Genetische Studien scheinen diese Trennung zu bestätigen. Der Westkaukasische Steinbock scheint demzufolge enger mit der Bezoarziege (Capra aegagrus) als mit dem Ostkaukasischen Steinbock verwandt zu sein. Die äußerlichen Ähnlichkeiten innerhalb der kaukasischen Steinböcke könnten daher auf Hybridisierungen zwischen den beiden Arten zurückzuführen sein. Diese These wird auch durch die Tatsache gestützt, dass das mitochondriale Genom einzelner Westkaukasischer Steinböcke dem von Ostkaukasischen entspricht.

## Aussehen

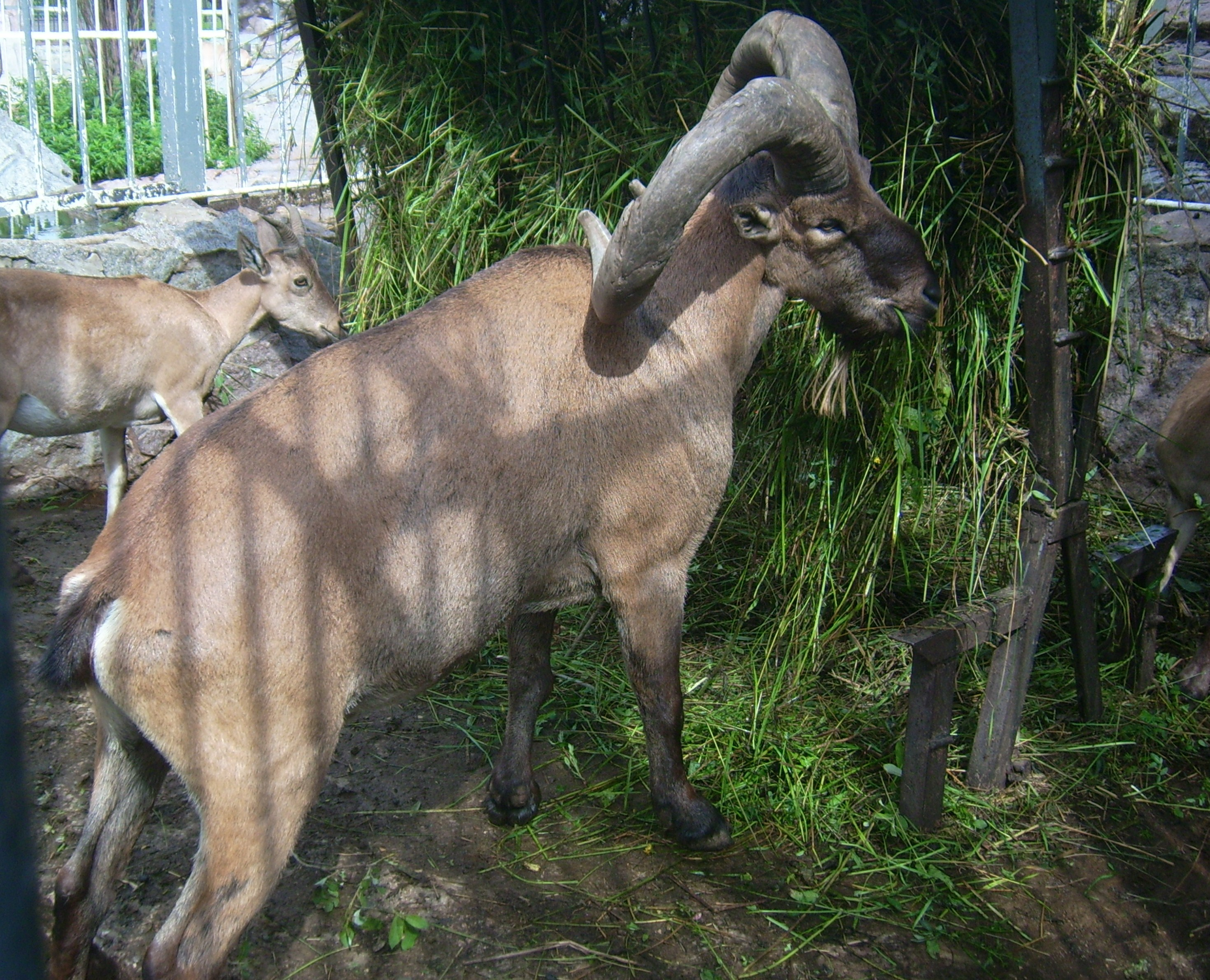
Ostkaukasischer Steinbock mit Weibchen im Hintergrund

Der Ostkaukasische Steinbock sieht dem Westkaukasischen Steinbock (Capra caucasica) sehr ähnlich. Er besitzt die gleiche massige, gedrungene Körperstatur und ist etwa gleich groß. Er unterscheidet sich von diesem vor allem durch den noch kürzeren Bart und die größeren Hörner, die keinen runden Bogen beschreiben, sondern spiralig gedreht sind und etwas an die des Iberiensteinbocks erinnern. Die Hörner der Böcke sind bis zu einem Meter lang und vor allem wegen ihres großen Durchmessers ein beeindruckender Kopfschmuck. Die der Weibchen sind viel kleiner und maximal 30 cm lang. Die Kopfrumpflänge der Böcke beträgt beim Ostkaukasischen Steinbock 130 bis 150 cm, die Schulterhöhe 79 bis 98 cm und das Gewicht 55 bis 100 kg. Weibchen erreichen nur eine Schulterhöhe von 65 bis 70 cm und ein Gesamtgewicht von 45 bis 55 kg. Das Winterfell ist meist dunkel zimtbraun bis haselnussbraun, während das Sommerkleid deutlich heller und rötlicher ist. Die Unterseite ist stets geringfügig heller.

## Verbreitung
Das Verbreitungsgebiet ist der östliche Kaukasus, hier die Staaten Russland, Georgien und Aserbaidschan.
Wie die Bestände des Westkaukasischen Steinbocks nahmen auch die des Ostkaukasischen Steinbocks seit dem 19. Jahrhundert vor allem durch unkontrollierte Jagd stark ab. In einigen Gebieten konnten sich die Populationen jedoch aufgrund von geeigneten Schutzmaßnahmen jüngst wieder etwas erholen. Der Gesamtbestand des Ostkaukasischen Steinbocks könnte laut IUCN nur wenig über 10.000 ausgewachsene Tiere betragen, die Art wird als „potenziell gefährdet“ (near threatened) klassifiziert.

## Lebensweise
Kaukasische Steinböcke leben auf Felsklippen und Steilhängen des Kaukasus in Höhen zwischen 800 und 4200 Metern. Dort kann man sie sowohl auf Wiesen, Geröllfeldern als auch im Waldgelände antreffen. Wie alle Steinböcke klettern sie ausgezeichnet. Im Sommer halten sich die Tiere für gewöhnlich in größeren Höhen auf als im Winter. Im Herbst steigen sie um 1500 bis 2000 Meter in niedrigere Lagen ab. Im Gegensatz zum Winter, wenn sich diese Steinböcke gern auf sonnigen, offenen Hängen aufhalten, suchen sie während des Sommers gern schattige Plätze auf. Ihre Nahrung besteht aus Gräsern, Blättern und Kräutern, wobei Laubnahrung im Winter eine größere Rolle spielt als im Sommer, wenn sie sich vor allem von Gräsern ernähren. Die Tiere bilden zeitweilig große Herden, so konnten schon Ansammlungen von 500 Tieren beobachtet werden. Die stabileren Kleingruppen, aus denen sich diese großen Herden zusammensetzen, bestehen meist jedoch nur aus etwa einem dutzend Tieren. In der Brunftzeit, die zwischen November und Januar liegt, gesellen sich die Böcke, die sonst abseits der Herden leben, zu den Herden der Weibchen. Dann tragen sie untereinander heftige Kämpfe um die empfängnisbereiten Weibchen aus. Diese gebären nach einer Tragzeit von 150 bis 160 Tagen ein einzelnes, selten auch zwei Kitze.